# Beilschmiedia sary
Beilschmiedia sary är en lagerväxtart som beskrevs av André Joseph Guillaume Henri Kostermans. Beilschmiedia sary ingår i släktet Beilschmiedia och familjen lagerväxter. Inga underarter finns listade i Catalogue of Life.